# NGC 3871
NGC 3871 este o liner situată în constelația Ursa Mare. A fost descoperită în 3 aprilie 1831 de către John Herschel. Se află la o distanță de 138,42 de megaparseci de Pământ.